# Oscar Havard
Oscar Jean Joseph Havard (1845-1922) fue un periodista que se convirtió en un hombre de letras francés muy conocido en el mundo católico.

## Biografía
Nacido en Villedieu-les-Poëles (Mancha) el 24 de mayo de 1845 , su padre Jacques Havard, comerciante calderero, y su madre Jeanne Marie Havard, Oscar Havard inició sus estudios en la institución Lemoine de su ciudad natal. Los terminó en el Petit Séminaire de Notre-Dame de l'Abbaye Blanche, cerca de Mortain .
En 1864, entró en el periodismo al hacerse cargo de la redacción política y literaria del Journal d'Avranches . Dejando Avranches para ir a Rennes, entró en la redacción de " crónicas bajo el seudónimo de Octave d'Irmoy. En junio de 1866, fue a París y se unió a la redacción de Petites Nouvelles antes de convertirse en subeditor de la Revue du Monde catholique (1867), trabajando para Le Français de Monseñor Dupanloup (1868) y siendo el redactor jefe de L 'Avenir católico (1868).
Estalló la guerra de 1870 y fue incorporado al batallón de la Guardia Móvil de Avranches como teniente antes de incorporarse a las filas del 19º cuerpo de ejército comandado por el almirante Jaurès.
En enero de 1872, se incorporó a la redacción del periódico Le Monde . Al mismo tiempo, se le encomendó la redacción parlamentaria de la Correspondencia francesa y al año siguiente el grupo de Derecha de la Asamblea Nacional le encomendó la dirección de la Correspondencia AZ enviada a las hojas realistas provinciales. El Director de Prensa del Ministerio del Interior le pidió ayuda a su departamento.
Todavía periodista de Le Monde, colaboró en 1876 con Salut Public de Lyon bajo el seudónimo de H. de la Montagne y con varios periódicos extranjeros.
Se casó el 19 de marzo de 1900 con Suzanne Macléot y tuvo un hijo, Robert Havard de La Montagne .
muere en Saint-Pair-sur-Mer (La Mancha).

## obras
Paralelamente a su profesión de periodista, escribió obras de carácter histórico y/o religioso: El futuro consejo (1868), Guía del monte Saint-Michel (1872), Guía de Roma (1876), La Edad Media y sus instituciones ( 1876), Ernest Hello y Georges Seigneur (1883), M. Edouard Drumont (1882), Las mujeres ilustres de Francia (1884), Clovis o Francia en el siglo V (1895), El soldado-sacerdote en la historia (1918), Historia de la revolución en los puertos de guerra (1911).
Oscar Havard recoge, desde 1881, en manuscritos bretones cuentos y canciones de narradores ubicados en el cantón de Pleine-Fougères (Ille-et-Vilaine). Estos manuscritos se conservan en la Biblioteca Nacional de Francia. En 2007, Jean-Louis Le Craver editó, tradujo y comentó estas historias en un libro que llamó Cuentos populares de la Alta Bretaña anotados en galo y francés en el cantón de Pleine-Fougères en 1881 del Manuscrito de Havard.

## Honores
Su acción en el mundo católico le valio ser nombrado Caballero de Saint-Grégoire-le-Grand por el Papa en 1882.
Oscar Havard recibió dos veces el Premio Montyon de la Academia Francesa : en 1913 para Historia de la revolución en los puertos de guerra : Brest, Rochefort y en 1919 por El sacerdote-soldado en la historia.